# Infinity Overhead
Infinity Overhead es el quinto álbum de estudio de Minus the Bear, lanzado el 28 de agosto de 2012. Es su segundo álbum lanzado por Dangerbird Records y fue producido por el antiguo tecladista de la banda, Matt Bayles. El álbum fue lanzado en el Reino Unido por Big Scary Monsters Recording Company en septiembre.
Es el último álbum del cual participó el baterista Erin Tate, quien dejaría la banda en enero de 2015.

## Lista de canciones
| N.º | Título                   | Duración |  |
| 1.  | «Steel and Blood»        | 3:49     |  |
| 2.  | «Lies and Eyes»          | 4:01     |  |
| 3.  | «Diamond Lightning»      | 5:00     |  |
| 4.  | «Toska»                  | 4:31     |  |
| 5.  | «Listing»                | 3:35     |  |
| 6.  | «Heaven Is a Ghost Town» | 4:49     |  |
| 7.  | «Empty Party Rooms»      | 3:43     |  |
| 8.  | «Zeros»                  | 3:30     |  |
| 9.  | «Lonely Gun»             | 3:45     |  |
| 10. | «Cold Company»           | 5:06     |  |

## Personal

### Minus the Bear
- Jake Snider - Voz principal, guitarra
- Dave Knudson - Guitarra, Omnichord
- Erin Tate - Batería
- Cory Murchy - Bajo
- Alex Rose - Teclados, voz, saxofón